# Вента
Ве́нта (латыш. Venta, лит. Venta, нем. Windau, пол. Windawa, жем. Vėnta) — река в Литве (где называется Вянта) и в Латвии, впадает в Балтийское море. 

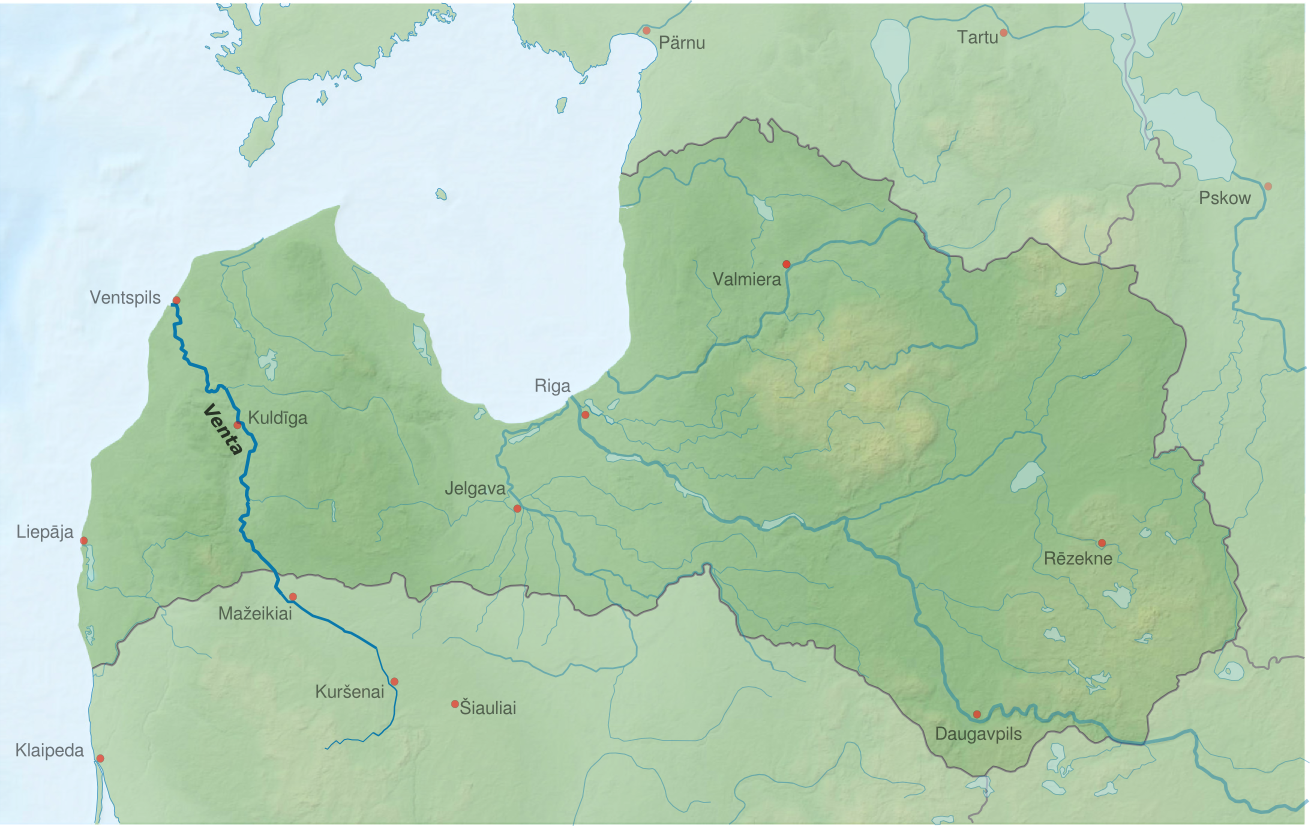
Вента на карте

Длина — 346 км (из них в Литве 28 %), площадь водосборного бассейна — 11 800 км². Истекает из озёр Мядайнис и Вяню на Жямайтской возвышенности. Весной половодье до 7 метров. Средний расход воды 95,5 м³/с. Вента течёт с юга на север, поэтому, в отличие от других рек Латвии, ледоход на ней начинается с верховьев. Ширина Венты у границы с Литвой — 40—50 м, а в устье реки — 150—200 м. Поэтому расположенный в её устье Вентспилс стал важным морским портом Латвии.
Наиболее крупные притоки — Абава, Вирвите, Вардува, Вадаксте и Циецере.
На территории Литвы на Вянте города Ужвентис, Куршенай, Вянта, Векшняй и Мажейкяй. В Латвии на Венте стоят города Кулдига, Пилтене и Вентспилс.
На Венте расположен самый широкий водопад Европы.